# Марко Баллотта
Марко Баллотта (італ. Marco Ballotta, нар. 3 квітня 1964, Казалеккіо-ді-Рено) — італійський футболіст, що грав на позиції воротаря за низку італійських клубних команд.
Відомий своїм ігровим довголіттям — найвіковіший гравець в історії Серії А і в історії Ліги чемпіонів УЄФА.
Чемпіон Італії. Триразовий володар Кубка Італії. Володар Суперкубка Італії з футболу. Дворазовий володар Кубка Кубків УЄФА і Суперкубка УЄФА.

## Клубна кар'єра
Народився 3 квітня 1964 року в місті Казалеккіо-ді-Рено. Вихованець академії клубу «Сан Лаццаро».
У дорослому футболі дебютував 1982 року у нижчоліговій команді «Казалеккьо», за яку грув на умовах оренди з «Болоньї».
Восени 1984 року приєднався до третьолігової «Модени», де швидко став основним воротарем. Захищав її кольори протягом шести сезонів, у тому числі двох сезонів у Серії B.
У листопаді 1990 року став гравцем «Чезени», у складі якої дебютував в іграх Серії А, а влітку наступного року перейшов до іншої вищолігової команди «Парми», де провів три сезони, утім, лише в одному з них був основним голкіпером.
Згодом був основним воротарем «Брешії» протягом сезону 1994/95, а також «Реджяни» протягом одного сезону у другому дивізіоні і одного сезону (1996/97) в Серії А.
1997 року перейшов до столичного «Лаціо», де був резервним воротарем протягом трьох наступних сезонів, зокрема взяв участь у 9 іграх чемпіонату по ходу переможного для команди сезону 1999/2000. У цей же період здобув два Кубки Італії і по одному разу вигравав Кубок володарів кубків УЄФА, Суперкубок УЄФА і Суперкубок Італії. Щоправда здебільшого у вирішальних іграх за ці трофеї ворота «біло-блакитних» захищав Лука Маркеджані.
Сезон 2000/01 провів в «Інтернаціонале», також як резервний воротар, після чого повернувся до «Модени», якій у першому ж сезоні допоміг здобути підвищення в класі до Серії А, де відіграв ще два сезони, здебільшого як основний голкіпер.
Після сезону 2004/05, проведеного у друголіговому «Тревізо», 41-річний гравець був знову запрошений до «Лаціо», де проягом наступних двох сезонів був резервістом також досвідченого Анджело Перуцці. Коли ж за два роки, у 2007, 37-річний Перуцці завершив кар'єру, Баллотта, якому вже виповнилося 43 роки, виборов конкуренцію у вдвічі молодшого новачка команди ургугвайця Фернандо Муслера і був по ходу сезону 2007/08 основною опцією тренерського штабу на позиції голкіпера.
2008 року контракт воротаря з «Лаціо» закінчився і він залишив римський клуб, завершивши свою професійну кар'єру. Утім продовжив виступи на рівні аматорських команд, за які грав до кінця 2010-х. При цьому за першу з них, «Калькара Самоджа», грав на позиції нападника, ставши автором 24 голів у 37 іграх за сезон.

### Рекорди
23 жовтня 2005 року, вийшовши на поле у складі «Лаціо» в матчі Серії А проти «Роми», став найвіковішим гравцем в історії турніру, побивши рекорд легендарного воротаря Діно Дзоффа, який свою останню гру у першості провів 1983 року у віці 41 року 2 місяців і 17 днів. У подальшому з кожним виходом на поле в чемпіонаті оновлював свій рекорд, а востаннє у найвищому італійському дивізіоні зіграв 11 травня 2008 року, зафіксувавши його на позначці 44 роки і 38 днів.
Баллотті також належить і рекорд найбільшого віку серед учасників Ліги чемпіонів УЄФА, який він встановив 11 грудня 2007 року, зігравши у цьому турнірі за «Лаціо» проти мадридського «Реала» у 43 роки, 8 місяців і 8 днів. Таким чином попередній рекорд, що належав ще одному італійцю Алессандро Костакурті, було перевершено відразу на три роки.

## Кар'єра тренера
2014 року, граючу за нижчолігову команду «Кастельветро», опікувався підготовкою її воротарів і був її головним тренером. Згодом протягом 2019–2020 років знову був тренером воротарів команди.

## Статистика виступів

### Статистика клубних виступів
| Сезон                        | Команда                      | Чемпіонат                    | Чемпіонат | Чемпіонат | Національний кубок | Національний кубок | Національний кубок | Континентальні кубки | Континентальні кубки | Континентальні кубки | Інші змагання | Інші змагання | Інші змагання | Усього | Усього    |
| Сезон                        | Команда                      | Ліга                         | Ігор      | Голів     | Ліга               | Ігор               | Голів              | Ліга                 | Ігор                 | Голів                | Ліга          | Ігор          | Голів         | Ігор   | Голів     |
| ---------------------------- | ---------------------------- | ---------------------------- | --------- | --------- | ------------------ | ------------------ | ------------------ | -------------------- | -------------------- | -------------------- | ------------- | ------------- | ------------- | ------ | --------- |
| 1981–82                      | «Болонья»                    | A                            | 0         | 0         | КІ                 | 0                  | 0                  | -                    | -                    | -                    | -             | -             | -             | 0      | 0         |
| 1982–83                      | «Казалеккьо»                 | Рег.                         | 22        | -?        |                    | -                  | -                  | -                    | -                    | -                    | -             | -             | -             | 22     | -?        |
| 1983–84                      | «Болонья»                    | C1                           | 0         | 0         | КІ+КІ-C            | ?+?                | -? + -?            | -                    | -                    | -                    | -             | -             | -             | 0      | 0         |
| черв.-жовт. 1984             | «Болонья»                    | B                            | 0         | 0         | КІ                 | 0                  | 0                  | -                    | -                    | -                    | -             | -             | -             | 0      | 0         |
| Усього за «Болонью»          | Усього за «Болонью»          | Усього за «Болонью»          | 0         | -0        |                    | 0                  | -0                 |                      | -                    | -                    |               | -             | -             | 0      | -0        |
| жовт. 1984-черв. 1985        | «Модена»                     | C1                           | 17        | -11       | КІ-C               | 0                  | 0                  | -                    | -                    | -                    | -             | -             | -             | 17     | -11       |
| 1985–86                      | «Модена»                     | C1                           | 34        | -31       | КІ-C               | 14                 | -10                | -                    | -                    | -                    | -             | -             | -             | 48     | -41       |
| 1986–87                      | «Модена»                     | B                            | 23        | -33       | КІ                 | 5                  | -5                 | -                    | -                    | -                    | -             | -             | -             | 28     | -38       |
| 1987–88                      | «Модена»                     | B                            | 38        | -46       | КІ                 | 5                  | -11                | -                    | -                    | -                    | -             | -             | -             | 43     | -57       |
| 1988–89                      | «Модена»                     | C1                           | 34        | -22       | КІ+КІ-C            | 7+0                | -14 + 0            | -                    | -                    | -                    | -             | -             | -             | 41     | -36       |
| 1989–90                      | «Модена»                     | C1                           | 34        | -9        | КІ+КІ-C            | 1+0                | -3 + 0             | -                    | -                    | -                    | -             | -             | -             | 35     | -12       |
| серп.-лист. 1990             | «Модена»                     | B                            | 8         | -13       | КІ                 | 4                  | -3                 | -                    | -                    | -                    | -             | -             | -             | 12     | -16       |
| лист. 1990-черв. 1991        | «Чезена»                     | A                            | 5         | -11       | КІ                 | 0                  | 0                  | -                    | -                    | -                    | -             | -             | -             | 5      | -11       |
| 1991–92                      | «Парма»                      | A                            | 1         | 0         | КІ                 | 0                  | 0                  | КУЄФА                | 0                    | 0                    | -             | -             | -             | 1      | 0         |
| 1992–93                      | «Парма»                      | A                            | 29        | -22       | КІ                 | 0                  | 0                  | КВК                  | 1                    | -1                   | СІ            | 0             | 0             | 30     | -23       |
| 1993–94                      | «Парма»                      | A                            | 3         | -3        | КІ                 | 0                  | 0                  | КВК                  | 0                    | 0                    | СУ            | 2             | -2            | 5      | -5        |
| Усього за «Парму»            | Усього за «Парму»            | Усього за «Парму»            | 33        | -25       |                    | 0                  | -0                 |                      | 1                    | -1                   |               | 2             | -2            | 35     | -28       |
| 1994–95                      | «Брешія»                     | A                            | 32        | -60       | КІ                 | 0                  | 0                  | -                    | -                    | -                    | -             | -             | -             | 32     | -60       |
| 1995–96                      | «Реджяна»                    | B                            | 38        | -32       | КІ                 | 0                  | 0                  | -                    | -                    | -                    | -             | -             | -             | 38     | -32       |
| 1996–97                      | «Реджяна»                    | A                            | 34        | -67       | КІ                 | 1                  | -2                 | -                    | -                    | -                    | -             | -             | -             | 35     | -69       |
| Усього за «Реджяну»          | Усього за «Реджяну»          | Усього за «Реджяну»          | 72        | -99       |                    | 1                  | -2                 |                      | -                    | -                    |               | -             | -             | 73     | -101      |
| 1997–98                      | «Лаціо»                      | A                            | 1         | -1        | КІ                 | 0                  | 0                  | КУЄФА                | 1                    | -1                   | -             | -             | -             | 2      | -2        |
| 1998–99                      | «Лаціо»                      | A                            | 3         | -2        | КІ                 | 0                  | 0                  | КВК                  | 1                    | 0                    | СІ            | 0             | 0             | 4      | -2        |
| 1999–00                      | «Лаціо»                      | A                            | 9         | -6        | КІ                 | 1                  | 0                  | ЛЧ                   | 4                    | -6                   | СУ            | 0             | 0             | 14     | -12       |
| 2000–01                      | «Інтернаціонале»             | A                            | 6         | -5        | КІ                 | 2                  | -6                 | ЛЧ+КУЄФА             | 0+0                  | 0; -0                | СІ            | 1             | -4            | 9      | -15       |
| 2001–02                      | «Модена»                     | B                            | 36        | -21       | КІ                 | 3                  | -10                | -                    | -                    | -                    | -             | -             | -             | 39     | -31       |
| 2002–03                      | «Модена»                     | A                            | 34        | -48       | КІ                 | 0                  | 0                  | -                    | -                    | -                    | -             | -             | -             | 34     | -48       |
| 2003–04                      | «Модена»                     | A                            | 18        | -25       | КІ                 | 2                  | -2                 | -                    | -                    | -                    | -             | -             | -             | 20     | -27       |
| Усього за «Модену»           | Усього за «Модену»           | Усього за «Модену»           | 276       | -259      |                    | 41                 | -58                |                      | -                    | -                    |               | -             | -             | 317    | -317      |
| 2004–05                      | «Тревізо»                    | B                            | 35+2      | -37 + -3  | КІ                 | 0                  | 0                  | -                    | -                    | -                    | -             | -             | -             | 37     | -40       |
| 2005–06                      | «Лаціо»                      | A                            | 8         | -7        | КІ                 | 4                  | -2                 | Інт                  | 0                    | 0                    | -             | -             | -             | 12     | -9        |
| 2006–07                      | «Лаціо»                      | A                            | 11        | -7        | КІ                 | 3                  | -5                 | -                    | -                    | -                    | -             | -             | -             | 14     | -12       |
| 2007–08                      | «Лаціо»                      | A                            | 29        | -36       | КІ                 | 2                  | -2                 | ЛЧ                   | 8                    | -13                  | -             | -             | -             | 39     | -51       |
| Усього за «Лаціо»            | Усього за «Лаціо»            | Усього за «Лаціо»            | 61        | -59       |                    | 10                 | -9                 |                      | 14                   | –                    |               | -             | -             | 85     | -88       |
| лист. 2008–09                | «Калькара Самоджа»           | Рег.                         | 37        | 24        | -                  | -                  | -                  | -                    | -                    | -                    | -             | -             | -             | 37     | 24        |
| 2009–10                      | «Калькара Самоджа»           | Рег.                         | 0         | 0; 0      | -                  | -                  | -                  | -                    | -                    | -                    | -             | -             | -             | 0      | 0; 0      |
| 2010–11                      | «Калькара Самоджа»           | Рег.                         | 1+        | 0; 0      | -                  | -                  | -                  | -                    | -                    | -                    | -             | -             | -             | 1+     | 0; 0      |
| 2011–12                      | «Сан Чезаріо»                | Рег.                         | 28        | -23; 1    | -                  | -                  | -                  | -                    | -                    | -                    | -             | -             | -             | 28     | -23; 1    |
| 2012–13                      | «Калькара Самоджа»           | Рег.                         | 19        | 5         | -                  | -                  | -                  | -                    | -                    | -                    | -             | -             | -             | 19     | 5         |
| 2013–14                      | «Калькара Самоджа»           | Рег.                         | 6         | -?; 0     | -                  | -                  | -                  | -                    | -                    | -                    | -             | -             | -             | 6      | -?; 0     |
| 2014–15                      | «Кастельветро»               | Рег.                         | 16        | -15       | -                  | -                  | -                  | -                    | -                    | -                    | -             | -             | -             | 16     | -15       |
| 2015–16                      | «Калькара Самоджа»           | Рег.                         | 1         | 0         | -                  | -                  | -                  | -                    | -                    | -                    | -             | -             | -             | 1      | 0         |
| Усього за «Калькара Самоджа» | Усього за «Калькара Самоджа» | Усього за «Калькара Самоджа» | 64+       | -23+; 29  |                    | -                  | -                  |                      | -                    | -                    |               | -             | -             | 64+    | -23+ ; 29 |
| груд. 2019-черв. 2020        | «Кастельветро»               | Рег.                         | 0         | -0        | -                  | -                  | -                  | -                    | -                    | -                    | -             | -             | -             | 0      | -0        |
| Усього за «Кастельветро»     | Усього за «Кастельветро»     | Усього за «Кастельветро»     | 16        | -15       |                    | -                  | -                  |                      | -                    | -                    |               | -             | -             | 16     | -15       |
| Усього за кар'єру            | Усього за кар'єру            | Усього за кар'єру            | 658       | -596; 30  |                    | 15                 | –                  |                      | 15+                  | -21+                 |               | 2             | -2            | 691+   | -642+; 30 |

## Титули і досягнення
- Володар Кубка Італії (3):

«Парма»: 1991-1992
«Лаціо»: 1997-1998, 1999-2000
- Володар Суперкубка Італії з футболу (1):

«Лаціо»: 1998
- Чемпіон Італії (1):

«Лаціо»: 1999-2000
- Володар Кубка Кубків УЄФА (2):

«Парма»: 1992-1993
«Лаціо»: 1998-1999
- Володар Суперкубка УЄФА (2):

«Парма»: 1993
«Лаціо»: 1999